# Gante-Wevelgem 1986
La Gante-Wevelgem 1986 fue la 48.ª edición de la carrera ciclista Gante-Wevelgem y se disputó el 19 de abril de 1986 sobre una distancia de 250 km.  
El vencedor fue el italiano Guido Bontempi (Carrera-Inoxpran) se impuso en la prueba. El holandés Twan Poels y el belga Jean-Marie Wampers fueron segundo y tercero respectivamente.

## Clasificación final
| Posición | Ciclista           | Equipo           | Tiempo   |
| -------- | ------------------ | ---------------- | -------- |
| 1        | Guido Bontempi     | Carrera-Inoxpran | 5h35'00" |
| 2        | Twan Poels         | Kwantum          | s.t.     |
| 3        | Jean-Marie Wampers | Hitachi          | s.t.     |
| 4        | Heinz Imboden      | Cilo             | s.t.     |
| 5        | Steve Bauer        | La Vie Claire    | a 10"    |
| 6        | Ludo Peeters       | Kwantum          | s.t.     |
| 7        | Rudy Dhaenens      | Hitachi          | s.t.     |
| 8        | Kim Andersen       | La Vie Claire    | a 15"    |
| 9        | Eddy Planckaert    | Panasonic        | a 18"    |
| 10       | Adrie van der Poel | Kwantum          | s.t.     |